# Vaptistís (ort i Grekland, Mellersta Makedonien)
Vaptistís är en ort i Grekland.   Den ligger i prefekturen Nomós Kilkís och regionen Mellersta Makedonien, i den norra delen av landet, 300 km norr om huvudstaden Aten. Vaptistís ligger 119 meter över havet och antalet invånare är 535.
Terrängen runt Vaptistís är lite kuperad. Runt Vaptistís är det ganska tätbefolkat, med 58 invånare per kvadratkilometer. Närmaste större samhälle är Kilkis, 8,5 km öster om Vaptistís. Trakten runt Vaptistís består till största delen av jordbruksmark.